# Dürnstein
Dürnstein is een gemeente in de Oostenrijkse deelstaat Neder-Oostenrijk, gelegen in het district Krems-Land. De gemeente heeft 861 inwoners (2015).

## Geografie
Dürnstein heeft een oppervlakte van 16,81 km². Zij omvat de kadastrale gemeentes Dürnstein, Oberloiben en Unterloiben. Ook Dürnsteiner Waldhütten en Rothenhof horen bij de gemeente. Dürnstein ligt aan de Donau in Wachau, een regio in het noordoosten van Oostenrijk, ten noordwesten van de hoofdstad Wenen en ten zuiden van de grens met Tsjechië. Samen met het naburige Spitz is Dürnstein de belangrijkste toeristische trekpleister van de regio Wachau.

## Bezienswaardigheden
- de Ruïne Dürnstein, of Burcht Dürnstein, bekend om het feit dat koning Richard I van Engeland, op de terugreis van de Derde Kruistocht (1189-1192), hier gevangen werd gehouden door hertog Leopold V van Oostenrijk. Leopold V was in het heilige land door Richard beledigd. In 1194 werd hij ontdekt door de minstreel Blondel en na betaling van 100.000 zilvermarken vrijgelaten.
- de Stift Dürnstein is een voormalig klooster van de Augustijnen. Het gebouw was in slechte toestand in het begin van de 18de eeuw en werd in de jaren daarna gebarokkiseerd. De kerk is in weelderige barokstijl opgetrokken. Het harmonische en witgeschilderde ingangsportaal valt onmiddellijk op. De ranke blauw-wit geschilderde kerktoren, het meest in het oog springende onderdeel van het klooster, is een belangrijk oriëntatiepunt voor de hele regio Wachau.

## Geboren
- Agnes Jama (1911-1993), Nederlands componist

## Galerij

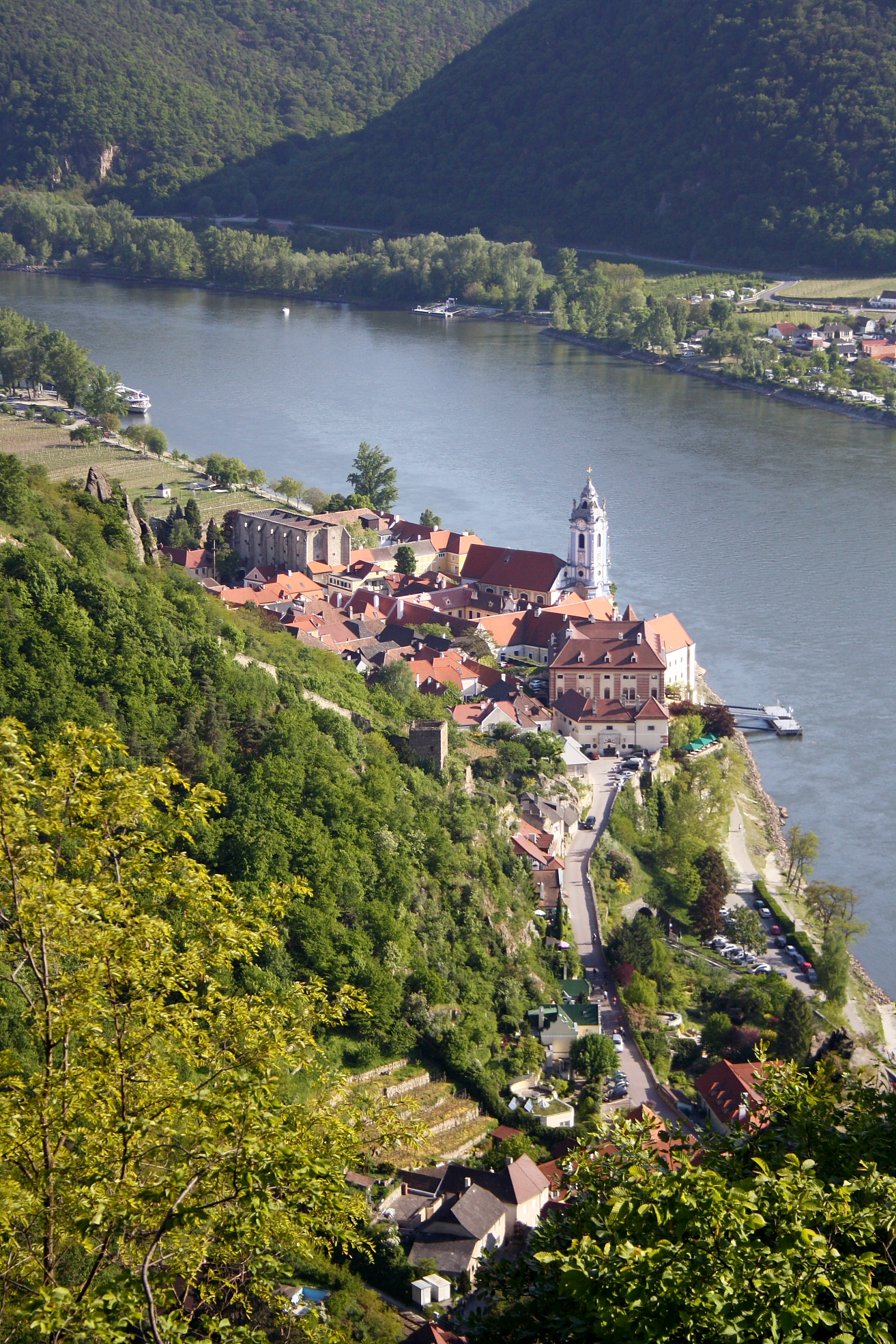
Dürnstein
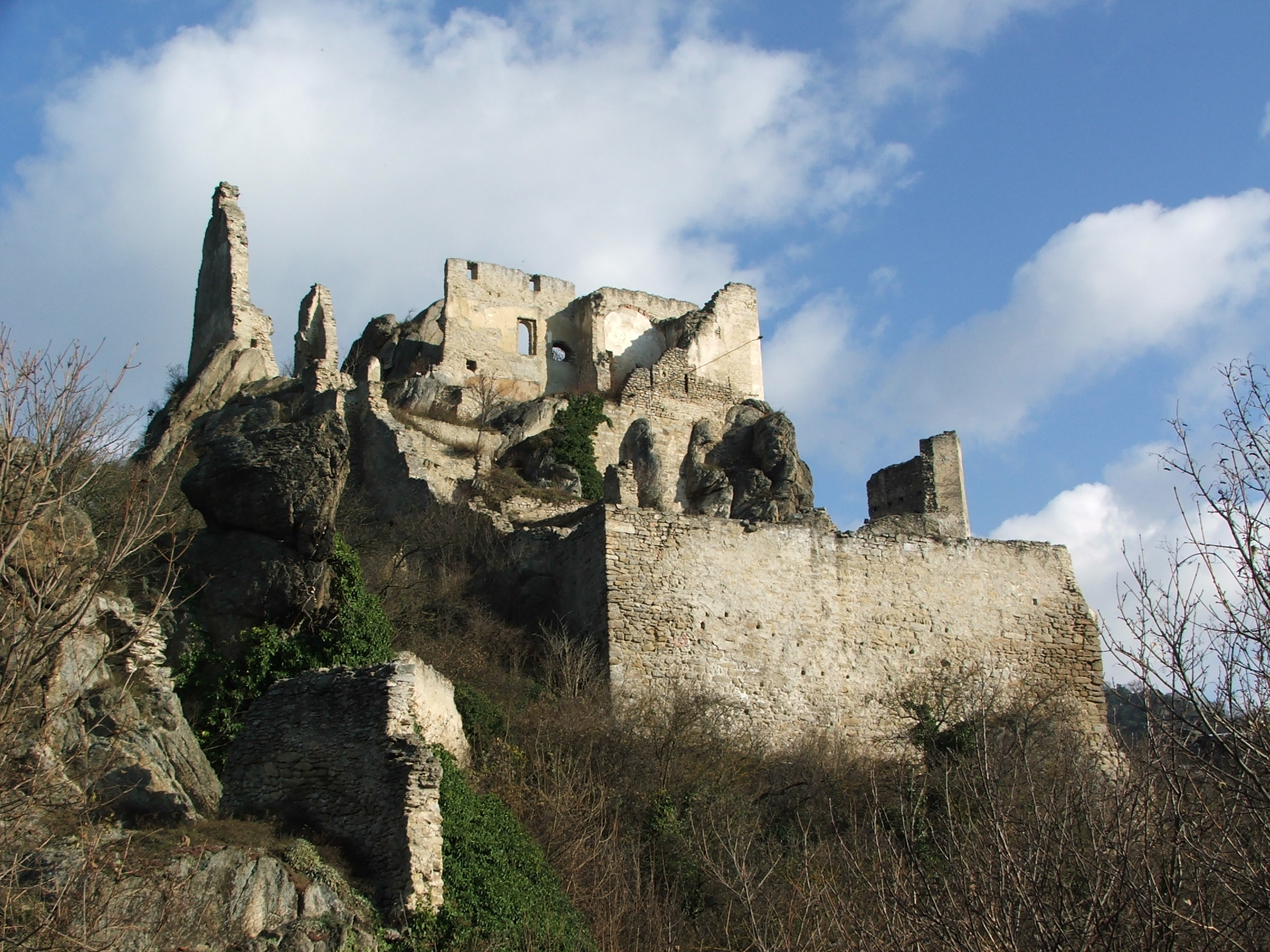
Burcht Dürnstein

Aggsbach · Albrechtsberg an der Großen Krems · Bergern im Dunkelsteinerwald · Droß · Dürnstein · Furth bei Göttweig · Gedersdorf · Gföhl · Grafenegg · Hadersdorf-Kammern · Jaidhof · Krumau am Kamp · Langenlois · Lengenfeld · Lichtenau im Waldviertel · Maria Laach am Jauerling · Mautern an der Donau · Mühldorf · Paudorf · Rastenfeld · Rohrendorf bei Krems · Rossatz-Arnsdorf · Schönberg am Kamp · Senftenberg · Spitz · St. Leonhard am Hornerwald · Straß im Straßertale · Stratzing · Weinzierl am Walde · Weißenkirchen in der Wachau
- Gemeinsame Normdatei: 4013245-6
- Library of Congress Control Number: nr97010418
- Nationale Bibliotheek van Tsjechië: ge680969
- Nationale Bibliotheek van Israël: 987007542976005171
- Virtual International Authority File: 129677164
- WorldCat: E39PBJbxCrFJPd6tRhjhrCvbVC